# Atacador

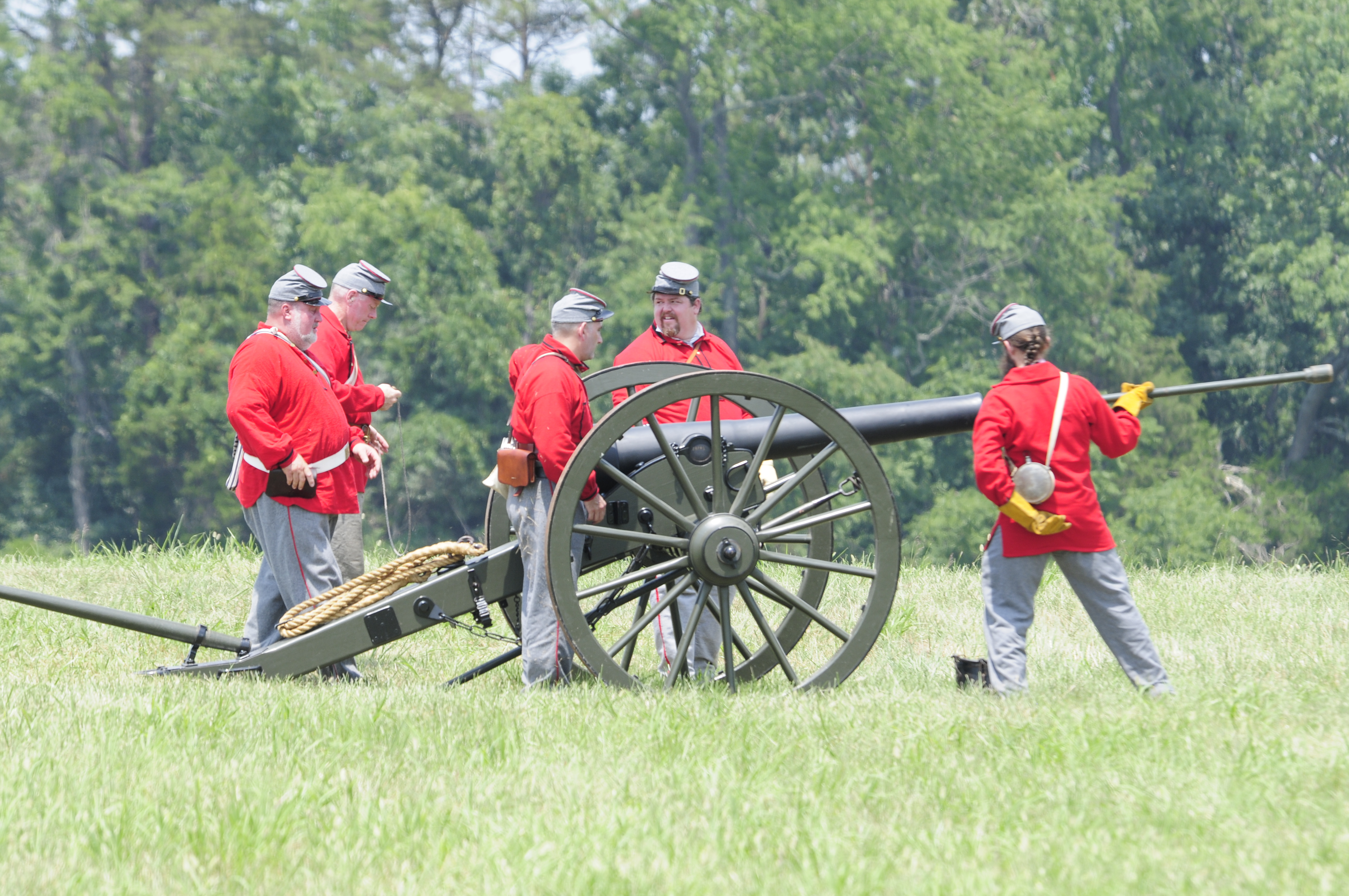
Carga de cañón con atacador en una recreación histórica

Atacador es una de las piezas que constituyen lo que los artilleros llaman juego de armas. Se trata de un cilindro de 15 a 20 cm., colocado al extremo de un asta y proporcionado al calibre de la pieza que sirve para atacar la pólvora y bala en los cañones de artillería. 
- Atacador con escobillón. Lo mismo que el anterior, sólo que en los antiguos cañones de 36, 24 y 16 iba únicamente el atacador en el asta y en la artillería de batalla o sea de a 12, 8 y 4 va en el extremo opuesto del asta el escobillón.
- Atacador para mortero. Lo mismo que el de cañón: sirve para reunir la pólvora en la recámara y tiene el escobillón al otro extremo del asta.
- Atacador para obús. No es un zoquete macizo, sino una especie de plato cóncavo de madera con un taladro en el centro, unido a otro que tiene el asta como un palmo más arriba por cuatro pilarillos de madera a fin de que figure el zoquete de los demás atacadores y no sea tan pesado; la parte cóncava y taladro que tienen todos los atacadores para obús sirve para recibir la espoleta de la granada, sin estropearla al acompañarla hasta la recámara. Los Atacadores para Obús de a 9 corto y demás calibres inferiores son iguales a los de cañón si se exceptúa el taladro y rebajo de la parte interior del zoquete y llevan el escobillón en la parte opuesta del asta.